# 文麟
文麟（—1876年），字瑞圃，兀扎拉氏，满洲正蓝旗人，清朝官员，历任内阁中书、侍读、甘肃兰州道、镇迪道、哈密办事大臣等职。

## 生平
道光二十二年（1842年），文麟考取内阁中书，后来改任侍读。咸丰八年（1858年），文麟出任甘肃兰州道，后调任镇迪道。
同治年间，西北爆发回民起义。同治三年（1864年），回族阿訇妥得璘在乌鲁木齐绿营回族提标参将索焕章的支持下相继攻占乌鲁木齐迪化城和巩宁城，自立为“清真王”。同治四年（1865年），文麟上奏状防守奇台，被同治帝夸奖知大体。文麟曾暗中派遣武装练勇攻克回军屯粮的济木萨，获得一万多石粮食。后索煥章部竄至瑪納斯，分兵劫掠阜康、吐魯番、迪化，文麟分兵扼守要隘，并上疏请求援军。清廷詔令其嚴守濟木薩，但援军未至，哈密和奇台便相繼被索焕章部占领。文麟立即與巴里坤領隊大臣訥爾濟合兵进攻索焕章部，听说叛军在東路集结，便派佐領恒昌率军前往攻击，在奎苏被叛军击败。而后文麟自请到前线作战。同治帝发怒，訶責文麟，清廷以擅離職守的罪名将其降二級調用。
不久，清廷下诏令让文麟以蓝翎侍卫充任哈密办事大臣。文麟率部收復哈密，并抵抗住了馬金貴、白彥虎的先後圍攻。同治五年（1866年），文麟母亲去世，应丁忧改为署任。同治六年（1867年），肅州回军竄至玉门，文麟率军与之在紅柳灣交战，将之击败。回军再次大舉进犯哈密城關，文麟督軍嚴守，伺間出擊顺利解除叛军围困。其后，文麟大举筹措屯田，修葺廬舍，訓練軍士。守丧期满除服后，以頭等侍衛補任哈密办事大臣。文麟招揽哈密民团首领孔才，将其麾下的二百練勇編入军队，派遣到古城兴修屯田建筑堡垒。文麟後来又收揽徐學功民团的二千多散勇，也让其在古田、濟木薩两地屯田耕戰，使两地屯田得以大幅发展。此后，數次與妥明、馬明、白彥虎交战，均取得胜利。
同治十二年（1873年），肅城回军數次出關进犯哈密東山，文麟命令魏忠義出城駐防塔爾納沁堡，分别扼守各大关隘，剿撫馬賊，擒得回军战馬59匹。不久，魏忠義部被回军大败，文麟上述引咎辞职，被清廷宽宥，于是文麟更加奋进，率部進擊回军，成功守住危急的哈密城。同治帝降敕褒嘉，加封其为副都統銜。同治十三年（1874年），白彥虎援肅州，潰退至安西、敦煌和玉门，文麟派骑兵前往追剿，白彥虎率部逃遁进山区，肃州回乱被彻底肃清。清廷则诏令張曜等部馳赴哈密，會同文麟進剿白彥虎。
光绪二年（1876年），文麟在任上去世，据称因其生前与士卒同甘共苦，去世时全营将士都恸哭失声。明春、富勒铭额先后上书向清廷介绍文麟的功绩，清廷予以褒奖抚恤，让其附祀于新疆哈密专祠。

## 相关
同治年间，文麟派人将镇西府的唐代姜行本纪功碑运至天山关帝庙，并修筑碑亭设置栅栏予以保护。